# The Archipelago
The Archipelago – gmina (ang. township) w Kanadzie, w prowincji Ontario, w dystrykcie Parry Sound.
Powierzchnia The Archipelago to 602,61 km².
Według danych spisu powszechnego z roku 2001 The Archipelago liczy 505 mieszkańców (0,84 os./km²).